# Lotte Lore
Lotte Lore er en tysk stumfilm fra 1921 af Franz Eckstein.

## Medvirkende
- Alfred Abel
- Fritz Delius
- Oswald Delmor
- Werner Funck
- Ilka Grüning
- Erna Morena